# Alborcoin
Alborcoin es un despoblado que actualmente forma parte de los concejos de Alegría de Álava, del municipio de Alegría de Álava; y Gauna del municipio de Iruraiz-Gauna, situados en la provincia de Álava, País Vasco (España).

## Toponimia
A lo largo de los siglos ha sido conocido con los nombres de Aborciun, Albergoihen, Albergoyen, Alborciun, Alborcoin y Algorguiain.
Actualmente, el paraje donde estaba situado el despoblado, se denomina Alborkoin.

## Historia
Documentado desde 1025 (reja de San Millán), pertenecía al Duque del Infantando cuando se despobló a mediados del siglo XVIII.
Aparece descrito en el primer volumen del Diccionario geográfico-estadístico-histórico de España y sus posesiones de Ultramar de Pascual Madoz de la siguiente manera:

ABORCIUN O ALBORCIUN: desp. en la prov. de Alava y term. de la v. de Alegria (V.). El pueblo que en él existiera llamose Albergoyen, el cual aparece en el catálogo de los de esta prov. existente en el archivo de S. Millan. Pertenece al duque del Infantado y lo disfrutan los vec. de Alegria bajo ciertos pactos y condiciones.
(Madoz, 1845a, p. 59)

Vuelve a mencionarse en esa misma obra —e incluso en ese mismo tomo—, esta vez con una grafía con una mínima diferencia, con las palabras que siguen:

ALBORCIUN (antiguamente Albergoyen): desp. en jurisd. de la vi. de Alegria; herm. de Iruraiz, prov. de Alava. Se hace mencion del ant. puebl. en el catálogo de los de esta prov., existente en el archivo de S. Millan. Este terr. desp. pocos años hace, y perteneciente al duque del Infantado, le disfrutan los vec. de Alegria, bajo ciertos pactos y condiciones.
(Madoz, 1845b, p. 331)

## Monumentos
Ermita de San Miguel.